# Alexandru Marta
Alexandru Marta (n. 9/21 decembrie 1869, Căprioara, România – d. 3 aprilie 1965, Timișoara, România) a fost un avocat, magistrat și om politic român din Banat. A deținut funcțiile de secretar general al Ministerului Justiției pentru Transilvania și Banat, prim-președinte al Curții de Apel Oradea, apoi al Curții de Apel Timișoara, și rezident regal al ținutului Timiș. Marta a fost implicat activ în mișcarea națională românească, fiind membru al Partidul Național Român din Ungaria și Transilvania, iar în 1918 a fost ales ca membru în Marele Sfat Național Român.

## Biografie
S-a născut într-o familie de țărani înstăriți din Căprioara, comitatul Severin, fiind fiul lui Marta și Ioachim Marta. A urmat studiile primare în localitatea natală, iar ulterior liceul în Arad. După liceu, Marta a absolvit Facultatea de Drept la Universitatea din Budapesta între anii 1888 și 1893, obținând în 1897 titlul de doctor în drept. Pe parcursul studiilor, a fost beneficiar al unei burse din partea Fundației Gojdu.
După finalizarea studiilor s-a înscris în Baroul din Arad, ca stagiar, la 16 octombrie 1894 și, ulterior, s-a transferat în Baroul din Timișoara, unde își încheie stagiatura, profesând ca avocat la Vinga.
După obținerea dreptului de liberă practică, în 1898, s-a stabilit o perioadă la Lipova, unde în perioada 1905-1915 a fost avocat.
În 1915, Marta a intrat în magistratură, fiind judecător în Lipova și apoi consilier la Curtea de Apel din Seghedin, fiind primul magistrat român într-o asemenea funcție.
În plan politic, Alexandru Marta a susținut activismul ca strategie a Partidului Național Român și a colaborat cu lideri mai tineri ai mișcării naționale, cum ar fi Aurel Cosma, George Adam, Aurel Vlad sau Alexandru Vaida-Voevod. Deși nu a fost delegat la Marea Adunare Națională de la Alba Iulia din 1918, a fost ales în Marele Sfat Național Român, iar ulterior a fost numit secretar general al Resortului de Justiție, condus de dr. Aurel Lazăr.
După desființarea Consiliului Dirigent al Transilvaniei, Banatului și ținuturilor românești din Ungaria, Marta a fost numit secretar general al Ministerului Justiției pentru Transilvania și Banat. În 1920, a devenit prim-președinte la Curtea de Apel Oradea, iar în 1921 a fost numit prim-președinte la Curtea de Apel Timișoara, funcție pe care a deținut-o până în 1938, când s-a pensionat.
În 14 august 1938 a fost numit Rezident Regal al Ținutului Timiș, funcție pe care a deținut-o până la 21 septembrie 1940, când ținuturile au fost desființate.
A încetat din viață în Timișoara, la 3 aprilie 1965, în casa sa de pe strada Severin, nr  1, și a fost înmormântat în Cimitirul din strada Cosminului din Timișoara.

## Activități culturale și juridice
Marta a fost preocupat de dezvoltarea profesională a magistraților, înființând în 1920 Asociația Magistraților din Ardeal și Banat, pe care a condus-o timp de mai mulți ani. A fost de asemenea unul dintre fondatorii Casei Magistraților de la Sovata, alături de alături de Ioan Papp, și a inițiat Cercul Juridic Bănățean, prin care a editat o revistă de profil.
În domeniul cultural, a susținut activitățile Asociației Astra și a contribuit la editarea revistei Dacia, a activat în cadrul Institutului Social Banat-Crișana, fiind președintele secției juridice, și a susținut înființarea Episcopiei de Timișoara.
În 1929 a venit cu inițiativa de a ridica o statuie în cinstea lui Emanuil Ungurianu la Timișoara. A alcătuit în acest sens un fond și s-a ocupat de constituirea unui comitet care să se îngrijească de ridicarea monumentului. Bustul a fost executat de sculptorul George Groza și a ofst inaugurat la 28 iunie 1931.
În 1940, în contextul Pactului Ribbentrop-Molotov, s-a implicat personal în procesul de transfer al Universității din Cernăuți la Timișoara.

## Viața personală
Alexandru Marta s-a căsătorit în 1907 cu Hermina Lazăr (născută Papp, n. 1868- d. 1949), văduva avocatului George Lazăr, al cărui stagiar fusese, cu care nu a avut copii biologici, însă i-a crescut pe cei trei copii pe care Hermina îi avea din căsătoria anterioară: Valeria (căsătorită Cuteanu), farmacistă, care nu a avut urmași; Romul, care a dispărut la un moment dat, fără ca să se mai afle ceva despre el; și Alexandrina, care s-a îmbolnăvit de scarlatină în adolescență și a rămas cu deficiențe de auz, fiind ulterior căsătorită cu Arcadie Luchin.
De asemenea, Alexandru Marta a crescut și doi copii ai fratelui său, Gherasim: Ioachim, locotenent în Primul Război Mondial, combatant pe frontul italian și participant la Marea Adunare Națională de la Alba Iulia ca reprezentant al localității Căprioara, și Susana (Sanica), care a locuit în Arad și a fost căsătorită cu preotul Ioan Ciordaș, iar ulterior cu Alexandru Furnică.

## În conștiința publică
În urma HCJ 23/1993, strada Odobești din Timișoara a fost redenumită în Doctor Alexandru Martha în cinstea sa, numele de familie fiind greșit ortografiat. A fost corectat în urma HCL 149/2015 în Doctor Alexandru Marta.